# 西里奇兰 (华盛顿州)
西里奇蘭（英語：West Richland）是個面積22平方英里（57平方公里）的城市，位於美國華盛頓州本頓縣。市內有三所小學（塔普堤爾（Tapteal）、威廉·威利（William Wiley）和白崖（White Bluffs））和一所中學（企業中學），年預算約三千萬美元。2010年美國人口普查時人口為11,811人。本市通常被包含在三城中（為了算人口之類的），雖然技術上來說，這樣就會變成「四」城（與肯纳威克、里奇兰和帕斯科）。

## 資料來源
1. ↑  . American FactFinder. United States Census Bureau.   [2012年8月25日]. （原始内容存档于2011年7月21日）.
2. ↑  . United States Census Bureau.   [2008-01-31].
3. ↑  . United States Geological Survey. 2007-10-25  [2008-01-31].

## 外部連結
- （英文） 西里奇蘭市（页面存档备份，存于）
- （英文） 三城先驅報 （页面存档备份，存于）